# & (濱崎步單曲)
《&》是日本歌手濱崎步2003年7月9日發行的第29張單曲，同時亦為她的第3張多A面單曲，共收錄〈ourselves〉（我們）、〈Greatful days〉、〈HANABI 〜episode II〜〉（花火～第二章～）三首A面曲以及一首B面曲〈theme of a-nation '03〉。
本作銷售累計達59萬張，是濱崎步至今為止，最後一張突破40萬張銷售的單曲。

## 收錄歌曲
全曲作詞：濱崎步
1. ourselves
作曲：BOUNCEBACK／編曲：CMJK
KOSE MODE UP VISEE 電視廣告歌曲
2. Greatful days
作曲：BOUNCEBACK／編曲：HΛL
富士電視台《ayu ready?》主題曲
3. HANABI ～episode II～
作曲：CREA + D・A・I／編曲：tasuku
4. theme of a-nation '03
作曲：CREA + D・A・I／編曲：D・A・I + 水上裕規
5. ourselves (Instrumental)
6. Greatful days (Instrumental)
7. HANABI ～episode II～ (Instrumental)